# KFC Evergem-Center
KFC Evergem-Center is een Belgische voetbalclub uit Evergem. De club is aangesloten bij de KBVB met stamnummer 662 en heeft rood en geel als kleuren. Evergem speelde in zijn bestaan anderhalf decennium in de nationale reeksen.

## Geschiedenis
De club ontstond mogelijk uit lokale ploegjes als L'Yser, Gemeenteclub en Evergems Verbond. In 1923 sloot de club zich als Football Club Evergem-Center aan bij Union Métropolitaine, een vereniging van clubs uit katholieke scholen en verenigingen binnen de schoot van de Belgische Voetbalbond. In het voorjaar sloot Evergem-Center zich effectief aan bij de Belgische Voetbalbond en kreeg er stamnummer 662. In 1952 werd de club koninklijk en de naam werd Koninklijke Football Club Evergem-Center. De club bleef die eerste decennia in de provinciale reeksen spelen.
In 1963 bereikte Evergem voor het eerst de nationale reeksen. Men kon er zich even handhaven in Vierde Klasse, maar in 1966 zakte de club na drie jaar nationaal voetbal weer naar Eerste Provinciale.
Twee decennia bleef Evergem-Center in provinciale reeksen spelen. In 1987 promoveerde club opnieuw naar de nationale Vierde Klasse. De eerste jaren draaide men er zelfs mee met de beteren, met een derde plaats in 1989 en 1990. Daarna ging het bergaf en een voorlaatste plaats in 1993 betekende degradatie na zes jaar nationaal voetbal.
Opnieuw zakte de club weg tot in Tweede Provinciale. Bij het begin van het nieuw millennium zou de club echter een succesvolle periode kennen. Een kampioenstitel in Tweede Provinciale in 2001 zorgde voor de terugkeer op het hoogste provinciale niveau. Daar werd meteen een plaats in de eindronde afgedwongen. Evergem-Center won die eindronde en promoveerde zo na tien jaar nog eens naar de nationale Vierde Klasse. Ook daar bleef de ploeg het goed doen. Het tweede seizoen haalde men een plaats in de eindronde, die werd gewonnen na zeges tegen KESK Leopoldsburg, KSK Lebbeke en URS Du Centre. Voor het eerst in de clubgeschiedenis stootte Evergem-Center zo in 2004 door naar Derde Klasse. In vier jaar tijd was de club opgeklommen van Tweede Provinciale naar Derde Klasse, drie niveaus hoger.
Derde Klasse bleek echter te zwaar voor Evergem-Center. De ploeg eindigde er afgetekend allerlaatste in zijn reeks, waarin men maar twee maal won en maar 12 punten verzamelde. Na een seizoen zakte Evergem-Center zo in 2005 weer naar Vierde Klasse. Ook daar verliep het nu moeizamer. Seizoen 2007/08 werd afgesloten op een voorlaatste plaats en weer zakte Evergem-Center na zes jaar nationaal voetbal terug naar de provinciale reeksen. In het voorjaar van 2010 waren er plannen voor een fusie met derdeprovincialer Sporting Ertvelde, maar deze gingen niet door. In de seizoenen 2010/2011 en 2011/2012 degradeerde de club twee keer achter elkaar en kwam dus in het seizoen 2012/2013 uit in Derde Provinciale. Twee jaar later werd de negatieve spiraal omgebogen en promoveerde men via de eindronde naar Tweede Provinciale.

## Resultaten in nationale reeksen
Balans
| Niveau | Reeks         | Aantal seizoenen |
| ------ | ------------- | ---------------- |
|        |               |                  |
| 1      | Eerste klasse | 0                |
| 2      | Tweede klasse | 0                |
| 3      | Derde klasse  | 1                |
| 4      | Vierde klasse | 14               |
|        | Totaal        | 15               |

Seizoen per seizoen
| Seizoen     | Reeks          | Eindstand | Opmerkingen            |
| ----------- | -------------- | --------- | ---------------------- |
| 1963-64     | Bevordering A  | 7/16      |                        |
| 1964-65     | Bevordering B  | 11/16     |                        |
| 1965-66     | Bevordering D  | 14/16     | Degradatie             |
| Provinciale |                |           |                        |
| 1987-88     | Bevordering A  | 6/16      |                        |
| 1988-89     | Bevordering A  | 3/16      |                        |
| 1989-90     | Bevordering A  | 3/16      |                        |
| 1990-91     | Bevordering A  | 8/16      |                        |
| 1991-92     | Bevordering A  | 12/16     |                        |
| 1992-93     | Bevordering A  | 15/16     | Degradatie             |
| Provinciale |                |           |                        |
| 2002-03     | Bevordering A  | 7/16      |                        |
| 2003-04     | Bevordering A  | 5/16      | Promotie via eindronde |
| 2004-05     | Derde klasse A | 15/16     | Degradatie             |
| 2005-06     | Bevordering A  | 11/16     |                        |
| 2006-07     | Bevordering A  | 12/16     |                        |
| 2007-08     | Bevordering B  | 15/16     | Degradatie             |
| Provinciale |                |           |                        |

## Bekende (ex-)spelers
- Segun Atere
- Vital Borkelmans
- Björn De Coninck
- Nathan D'Haemers
- Steve Cooreman
- David Destorme